# Моґельниця (Седлецький повіт)
Моґельниця (пол. Mogielnica) — село в Польщі, у гміні Корчев Седлецького повіту Мазовецького воєводства.
Населення — 55 осіб (2011).
У 1975-1998 роках село належало до Седлецького воєводства.

## Демографія
Демографічна структура станом на 31 березня 2011 року:
|          | Загалом | Допрацездатний вік | Працездатний вік | Постпрацездатний вік |
| -------- | ------- | ------------------ | ---------------- | -------------------- |
| Чоловіки | 28      | 3                  | 24               | 1                    |
| Жінки    | 27      | 6                  | 13               | 8                    |
| Разом    | 55      | 9                  | 37               | 9                    |